# Església de la Missió
L'Església de la Missió és una església del municipi pirinenc de la Seu d'Urgell que pertany a la Parròquia de Sant Ot de la Seu d'Urgell. Està protegida com a Bé Cultural d'Interès Local. Resta ubicada al carrer de Sant Josep de Calassanç, dins el nucli antic de la capital urgel·litana. En aquest lloc s'hi havia emplaçat el primer seminari del Bisbat d'Urgell, fundat l’any 1592 pel bisbe fra Andreu Capella (1529-1609).

## Història
La primera construcció eclesiàstica que s'ubicà en La Missió data del 1592, essent bisbe Fra Andreu Capella. Resten alguns vestigis arquitectònics de l'antiga construcció.
El temple actual fou bastit el 1899 dins l'edifici de l’antic seminari, el qual havia estat cedit -catorze anys abans- a la congregació dels Missioners Diocesans per voluntat del bisbe Salvador Casañas i Pagès (1834-1908).
L'arquitecte n'és Calixte Freixa i Pla.

## Descripció
Edifici situat a la cantonada entre el Carrer Sant Josep de Calassanç i el Passatge de la Missió. L'edifici és resultat d'una reforma contemporània, datada als anys seixanta, tot i que encara es conserva la façana de l'església, datada a finals del XIX. Aquesta destaca pel seu estil eclèctic, per la barreja d'elements clàssics. L'encoixinat s'estén fins a la línia d'imposta de l'arc de mig punt de la portalada. Sobre l'encoixinat s'alcen quatre pilastres adossades amb capitell corinti, que sustenten un entaulament amb mènsules i un entaulament semicircular. S'obre, enmig de la façana, un gran òcul circular.